# 307
| [ Edytuj tabelę ] |                                                                                          |
| Król Armenii      | - 287 Tiridates III 330                                                                  |
| Cesarz Chin       | - 290 Jin Huidi 307 - 307 Jin Huaidi 313                                                 |
| Władca Korei      | - 300 Mich’ŏn 331                                                                        |
| Król Persji       | - 302 Hormizdas II 309                                                                   |
| Cesarz Rzymu      | - 305 Sewer II 307 - 305 Galeriusz 311 - 306 Konstantyn Wielki 337 - 306 Maksencjusz 312 |

Rok 307 / CCCVII
stulecia: III wiek ~
IV wiek ~
V wiek

lata: 297 «
302 «
303 «
304 «
305 «
306 «
307
» 308
» 309
» 310
» 311
» 312
» 317

## Wydarzenia
Cesarstwo rzymskie
- 31 marca – Konstantyn Wielki ożenił się z Faustą, córką Maksymiana, i zgodził na przyjęcie przez Maksencjusza godności augusta.
- Galeriusz wycofał się do Panonii.
- Klęska i śmierć Sewera II.

## Zmarli
- 2 kwietnia – Teodozja z Cezarei, święta (ur. 290).
- 16 września – Sewer II, cesarz rzymski.